# Osseointegracja
Osseointegracja (osteointegracja) – bezpośrednie strukturalne i czynnościowe połączenie pomiędzy uporządkowaną, żywą kością i powierzchnią obciążonego wszczepu. Zjawisko to zostało opisane po raz pierwszy w roku 1977, a sam termin „osseointegracja” zdefiniowano w roku 1981.
Uważa się, że tlen zawarty w tkance kostnej tworzy na powierzchni tytanowego wszczepu warstwę dwutlenku tytanu, na której może odkładać się nowa, mineralizująca się tkanka kostna tworząca właściwe mocowanie implantu.
Badania wykazują, że chropowate powierzchnie (np. SLA) mają znacznie lepszą zdolność do osseointegracji niż gładkie, szlifowane powierzchnie. Chropowate powierzchnie zwiększają powierzchnię kontaktu między implantem a kością, co sprzyja przyczepności komórek osteoblastycznych i tworzeniu nowej tkanki kostnej.
Integracja powierzchni wszczepu z kością jest procesem ciągłym i polega na ustawicznej resorpcji i absorpcji tkanki kostnej. Na utrzymanie równowagi między tymi procesami mają wpływ siły biomechaniczne, powstające w wyniku pracy protezy.